# Йожеф Балла
Йожеф Балла (угор. József Balla; нар. 27 липня 1955, Серег, Сегед, медьє Чонград — 18 березня 2003, Кечкемет, медьє Бач-Кішкун) — угорський борець вільного стилю, срібний та бронзовий призер чемпіонатів світу, чемпіон та триразовий срібний призер чемпіонатів Європи, дворазовий срібний призер Олімпійських ігор.

## Життєпис
Йожеф Балла народився в 1955 році в селі Серег (зараз у межах міста Сегед). Почав займатися боротьбою в місцевому клубі «Ракоші», згодом тренувався у Сегеді (з 1971 року) та Будапештському «Ференцвароші» (з 1973 року).
У 1974 році став срібним призером чемпіонату Європи серед молоді. Наступного року на молодіжному чемпіонаті світу здобув чемпіонський титул.
На Олімпійських іграх у Монреалі 1976 року та 1980 року в Москві він став другим у категорії понад 100 кг. Він виграв золоту медаль на чемпіонаті Європи в Будапешті в 1983 році.
Він був ключовим членом національної збірної протягом тринадцяти років, з 1974 по 1987 рік. За цей час, окрім перемоги на чемпіонаті Європи та призових місць на Олімпійських іграх, він тричі посідав друге місце на чемпіонаті Європи (1975, 1978, 1981) і один раз на чемпіонаті світу (1985) і виграв бронзову медаль чемпіонату світу (1977).
Після завершення кар'єри борця він працював тренером, з 1997 по 31 грудня 2000 року, в тому числі на Олімпійських іграх у Сіднеї, керуючи національною збірною з боротьби.
Помер від серцевого нападу 18 березня 2003 року в Кечкеметі. Похований на місцевому громадському кладовищі.

## Спортивні результати на міжнародних змаганнях

### Виступи на Олімпіадах
| Змагання                    | Збірна   | Вагова категорія              | Місце  |
| --------------------------- | -------- | ----------------------------- | ------ |
| Літні Олімпійські ігри 1976 | Угорщина | вільна боротьба, понад 100 кг | Срібло |
| Літні Олімпійські ігри 1980 | Угорщина | вільна боротьба, понад 110 кг | Срібло |

### Виступи на Чемпіонатах світу
| Змагання                        | Збірна   | Вагова категорія              | Місце  |
| ------------------------------- | -------- | ----------------------------- | ------ |
| Чемпіонат світу з боротьби 1975 | Угорщина | вільна боротьба, понад 100 кг | 4      |
| Чемпіонат світу з боротьби 1977 | Угорщина | вільна боротьба, понад 100 кг | Бронза |
| Чемпіонат світу з боротьби 1981 | Угорщина | вільна боротьба, понад 100 кг | 6      |
| Чемпіонат світу з боротьби 1982 | Угорщина | вільна боротьба, понад 100 кг | 5      |
| Чемпіонат світу з боротьби 1985 | Угорщина | вільна боротьба, до 130 кг    | Срібло |
| Чемпіонат світу з боротьби 1986 | Угорщина | вільна боротьба, до 130 кг    | 5      |

### Виступи на Чемпіонатах Європи
| Змагання                         | Збірна   | Вагова категорія              | Місце  |
| -------------------------------- | -------- | ----------------------------- | ------ |
| Чемпіонат Європи з боротьби 1975 | Угорщина | вільна боротьба, понад 100 кг | Срібло |
| Чемпіонат Європи з боротьби 1976 | Угорщина | вільна боротьба, понад 100 кг | 5      |
| Чемпіонат Європи з боротьби 1977 | Угорщина | вільна боротьба, понад 100 кг | 4      |
| Чемпіонат Європи з боротьби 1978 | Угорщина | вільна боротьба, понад 100 кг | Срібло |
| Чемпіонат Європи з боротьби 1979 | Угорщина | вільна боротьба, понад 100 кг | 5      |
| Чемпіонат Європи з боротьби 1980 | Угорщина | вільна боротьба, понад 100 кг | 4      |
| Чемпіонат Європи з боротьби 1981 | Угорщина | вільна боротьба, понад 100 кг | Срібло |
| Чемпіонат Європи з боротьби 1983 | Угорщина | вільна боротьба, понад 100 кг | Золото |
| Чемпіонат Європи з боротьби 1985 | Угорщина | вільна боротьба, до 130 кг    | 4      |
| Чемпіонат Європи з боротьби 1986 | Угорщина | вільна боротьба, до 130 кг    | 5      |
| Чемпіонат Європи з боротьби 1987 | Угорщина | вільна боротьба, до 130 кг    | 5      |

### Виступи на інших змаганнях
| Змагання                             | Збірна   | Вагова категорія              | Місце  |
| ------------------------------------ | -------- | ----------------------------- | ------ |
| Суперчемпіонат світу з боротьби 1980 | Угорщина | вільна боротьба, понад 100 кг | Золото |

### Виступи на змаганнях молодших вікових груп
| Змагання                                      | Збірна   | Вагова категорія              | Місце  |
| --------------------------------------------- | -------- | ----------------------------- | ------ |
| Чемпіонат Європи з боротьби серед молоді 1974 | Угорщина | вільна боротьба, понад 100 кг | Срібло |
| Чемпіонат світу з боротьби серед юніорів 1975 | Угорщина | вільна боротьба, понад 100 кг | Золото |